# Экономика Шри-Ланки

В 2019 году номинальный ВВП Шри-Ланки страны был равен 84 млрд долларов США, а ВВП, соответствующий паритету покупательной способности, составил 296,959 млрд долларов США.
В мировой экономике Шри-Ланка (о. Цейлон) традиционно ассоциировалась с производством чая (Akbar Tea, Dilmah), натурального каучука, корицы; добычей драгоценных камней (Ратнапура). В настоящее время страна занимает лишь 4-е место в мире по производству чая, уступая Индии, КНР и Турции.
Экспорт: чай, каучук, кокосы, графит, сапфиры, рубины, другие драгоценные камни.

## Сельское хозяйство
В настоящее время сельское хозяйство дает лишь 20 % экспорта (93 % в 1972 г.), главная отрасль промышленности — текстильная (63 % экспорта). Однако по Шри-Ланке сильно ударила отмена развитыми странами в январе 2005 г. квот на импорт одежды, действовавших (в рамках ВТО) более 30 лет, которая привела к замещению шри-ланкийской продукции более дешёвой китайской. Главный экономический центр страны и крупнейший порт — Коломбо. Рост ВВП около 20 % в год. Шри-Ланка занимает 1-е место в Южной Азии по объёму ВВП на душу населения ($ 3700 в 2004 г.).

## Добыча драгоценных камней
Шри-Ланка дала миру большое количество стоимостных рубинов и почти половину синих сапфиров.
Первым среди европейцев, кто описал добычу драгоценных камней на Цейлоне как промывку россыпей в лотках, был итальянский путешественник Марко Поло («Книга о разнообразии мира», 1298). капитана Рибейро, где в частности говорится: «чтобы выловить самоцветы в реках, мавры опускают в воду сетки, в которых находят топазы, рубины и сапфиры, которые отправляют к Персии в обмен на другие товары». Главным районом добычи самоцветов были окраины города Ратнапура (в переводе с сингальского — «город самоцветов»), где на площади около 2 тыс. км2 были сосредоточены 5 крупных и десятки мелких россыпей. Продуктивный пласт (древний речной галечник, «иллам») находится на глубине от 1,5 до 15 м и имел толщину около 0,6 м. При разработке открытым способом основной технологией является промывание рассыпного материала в лотках, плетенных из камышей или бамбуковых тростей. Вблизи Ратнапура, был найден один из крупнейших сапфиров весом более 400 карат «Голубая красавица Азии».

## Доходы населения
На 2016 год минимальный размер оплаты труда составил 10 000 рупий в месяц, что составляет 65,36 доллара США.

## Энергетика
В 2019 году в соответствии с данными UNdata и EEC EAEC. Производство органического топлива — 8311 тыс. тут. Общая поставка — 15408 тыс. тут. На преобразование на электростанциях и отопительных установках израсходовано 3289 тыс. тут или 21,3 % от общей поставки. Установленная мощность — нетто электростанций — 4334 МВт, в том числе: тепловые электростанции, сжигающие органическое топливо (ТЭС) — 50,3 % , возобновляемые источники энергии (ВИЭ) — 49,7 %. Производство электроэнергии-брутто — 16726 млн. кВт∙ч, в том числе: ТЭС — 67,1 % , ВИЭ — 32,9 %. Конечное потребление электроэнергии — 14738 млн. кВт∙ч, из которого: промышленность — 31,8 %, бытовые потребители — 41,1 %, коммерческий сектор и предприятия общего пользования — 27,1 %. Показатели энергетической эффективности за 2019 год: душевое потребление валового внутреннего продукта по паритету покупательной способности (в номинальных ценах) — 13622 долларов, душевое (валовое) потребление электроэнергии − 676 кВт∙ч, душевое потребление электроэнергии населением — 278 кВт∙ч. Число часов использования установленной мощности-нетто электростанций — 3713 часов

## Транспорт
Морской порт Коломбо, Железнодорожный и авиационный транспорт.